# ジェプツンタンパ10世
ジェプツンダンパ10世、(生年不明 - ）は、チベット仏教の化身ラマの名跡の一つジェプツンダンバ・ホトクトの10番目の継承者。ワシントンD.C.生まれ。
チベットのガンデンポタンの摂政政府からジェプツンダンバ9世の転生者として認定された。